# Antti Manninen
Antti (Anders) Manninen, född 30 juni 1831 i Sankt Michels socken, död 20 oktober 1866 på Leväis vid Kuopio, var en finländsk jordbruksförfattare. 
Manninen studerade en kortare tid jordbruk vid Mustiala lantbruksinstitut och blev 1857 direktor för jordbruksskolan i Tohmajärvi i Karelen och tre år senare på Leväis. Han grundlade 1861 Kuopio läns lantbrukssällskap. Av hans skrifter kan nämnas en kort jordbrukslära i kateketisk form, utarbetad främst för jordbruks- och folkskolor, och Taito ja toimi (Kunskap och omsorg), en handbok i ekonomi i allmänhet. Hans "Tankar om nödåren i Finland" vann Finska litteratursällskapets pris 1860. Han uppsatte tidningen "Tapio" i Kuopio, vars redaktion han förestod 1861–66 och som intar ett framstående rum inom den då ännu fåtaliga tidningslitteraturen på finska språket.